# توم شتاركه
توم بيتر شتاركه (بالألمانية: Tom Peter Starke) وهو لاعب كرة قدم ألماني بمركز حراسة المرمى ولد في يوم 18 مارس 1981 في بلدة فرايتال في جنوب ألمانيا الشرقية ويبلغ طوله 194 سم، لعب مع عدة أندية منها دينامو درسدن وباير 04 ليفركوزن ونادي هامبورغ الرياضي وبادرسبورن وإم إس في دويسبورغ ونادي هوفنهايم ، واعتزل في آخر مباراة له في موسم 2016–17.

## روابط خارجية
- توم شتاركه على موقع الاتحاد الدولي (مؤرشف)  (الإنجليزية)
- توم شتاركه على موقع الاتحاد الأوربي (الإنجليزية)
- توم شتاركه على موقع قاعدة بيانات كرة القدم.إي يو (الإنجليزية)
- توم شتاركه على موقع بيانات كرة القدم. دي إي (الألمانية)
- توم شتاركه على موقع Soccerway.com (الإنجليزية)
- توم شتاركه على موقع عالم كرة القدم.نت (الإنجليزية)
- توم شتاركه على موقع AS.com (الإسبانية)